# Cascais
Cascais – miejscowość w Portugalii, leżąca w dystrykcie Lizbona, w regionie Lizbona w podregionie Grande Lizbona nad Oceanem Atlantyckim. Miejscowość jest siedzibą gminy o tej samej nazwie.

## Krótki opis
Położona jest około 30 kilometrów na zachód od Lizbony i jest jedną z najbogatszych miejscowości w Portugalii. Cascais było pierwotnie miasteczkiem rybackim, jednak pod koniec XIX wieku stało się znane jako miejsce wypoczynku portugalskiej rodziny królewskiej. Podczas II wojny światowej Portugalia była neutralna i wiele innych europejskich rodzin królewskich, m.in. włoska, hiszpańska i bułgarska, osiadło w Cascais. Miasto ma duży port jachtowy i kilka kilometrów plaż. Ma wiele hoteli i restauracje. Cascais jest otoczone plażami od zachodu i górami Sintra na północ od miasta. Golf i żeglarstwo są popularnymi sportami.

## Demografia
| Liczba ludności gminy Cascais (1801–2011) | Liczba ludności gminy Cascais (1801–2011) | Liczba ludności gminy Cascais (1801–2011) | Liczba ludności gminy Cascais (1801–2011) | Liczba ludności gminy Cascais (1801–2011) | Liczba ludności gminy Cascais (1801–2011) | Liczba ludności gminy Cascais (1801–2011) | Liczba ludności gminy Cascais (1801–2011) | Liczba ludności gminy Cascais (1801–2011) | Liczba ludności gminy Cascais (1801–2011) |
| ----------------------------------------- | ----------------------------------------- | ----------------------------------------- | ----------------------------------------- | ----------------------------------------- | ----------------------------------------- | ----------------------------------------- | ----------------------------------------- | ----------------------------------------- | ----------------------------------------- |
| 1801                                      | 1849                                      | 1900                                      | 1930                                      | 1960                                      | 1981                                      | 1991                                      | 2001                                      | 2004                                      | 2011                                      |
| 6 052                                     | 5 679                                     | 9 463                                     | 22 932                                    | 59 617                                    | 141 498                                   | 153 294                                   | 170 683                                   | 181 444                                   | 206 429                                   |

## Sołectwa
Sołectwa gminy Cascais (ludność wg stanu na 2011 r.)
- Alcabideche - 42 160 osób
- Carcavelos - 23 296 osób
- Cascais - 35 409 osób
- Estoril - 26 397 osób
- Parede - 21 660 osób
- São Domingos de Rana - 57 507 osób

## Sport
W Cascais odbywają się zawody żeglarskie. W 2007 roku odbyły się tu mistrzostwa świata w klasach olimpijskich, które zdecydowały o kwalifikacjach olimpijskich 75% zawodników startujących w letniej Olimpiadzie 2008 roku w Qingdao.
- Strona sieciowa ISAF - Mistrzostwa świata w zeglarstwie w 2007
- Clube Naval de Cascais

## Miasta partnerskie
- Biarritz, Francja
- Vitória, Brazylia
- Santana, Wyspy Świętego Tomasza i Książęca
- Atami, Japonia
- Wuxi, Chińska Republika Ludowa
- Sal, Republika Zielonego Przylądka
- Guarujá, Brazylia
- Xai-Xai, Mozambik
- Salvador, Brazylia
- Ungheni, Mołdawia
- Campinas, Brazylia
- Sausalito, USA
- Bolama, Gwinea Bissau